# Исыл
Исыл — река в России, протекает по Юсьвинскому району Пермского края. Устье реки находится в 16 км по левому берегу реки Иньва. Длина реки составляет 72 км, площадь водосборного бассейна 470 км². Высота устья — 108,8 м над уровнем моря.
Река образуется слиянием двух небольших рек — Северный Исыл и Полуденный Исыл, стекающих с холмов Верхнекамской возвышенности близ границы с Кудымкарским районом. Место слияния расположено в 11 км к северо-западу от посёлка Тукачево. Река от истока течёт на восток, в месте впадения Лёквожа поворачивает на юг, а ниже на юго-восток.
В среднем течении протекает посёлок Тукачево и соседние с ним деревни Большое Тукачево и Малое Тукачево, прочее течение проходит по ненаселённому лесу. Ширина реки в среднем и нижнем течении 10-12 метров, перед устьем расширяется до 25 метров. Скорость течения 0,2 м/с. Впадает в Иньву выше села Они.

### Притоки (км от устья)
- река Апонка (пр)
- 17 км: река Гэнэш (лв)
- 21 км: река Нёнь (лв)
- 25 км: река Ядьва (пр)
- река Тульвит (пр)
- 44 км: река Стёр (пр)
- река Варлам (лв)
- река Рокшор (лв)
- река Ижениха (лв)
- река Поздняк (лв)
- 51 км: река Лёквож (лв)
- река Галяшор (пр)
- река Кариншор (пр)
- река Карашор (пр)
- река Южный Исыл (пр)

## Данные водного реестра
По данным государственного водного реестра России относится к Камскому бассейновому округу, водохозяйственный участок реки — Кама от города Березники до Камского гидроузла, без реки Косьва (от истока до Широковского гидроузла), Чусовая и Сылва, речной подбассейн реки — бассейны притоков Камы до впадения Белой. Речной бассейн реки — Кама.
Код объекта в государственном водном реестре — 10010100912111100008342.